# Comunhão Reformada Batista do Brasil
A Comunhão Reformada Batista no Brasil é uma associação cristã evangélica de Igrejas batistas. Foi organizada pela iniciativa de evangélicos brasileiros em 10 de junho de 2004, e reúne indivíduos (homens e mulheres) que, mesmo em denominações diferentes, podem subscrever a Confissão de Fé Batista de 1689.
É dirigida por um Conselho Administrativo e reúne-se em congressos e assembléias administrativas regulares. Seu primeiro congresso ocorrem na cidade de Petrolândia, PE, em 2004, ocasião em que foi constituída. Seguiram-se outros: Conselheiro Lafaiete, MG, em 2005; Volta Redonda, RJ, em 2006; Caruaru, PE, em 2008; São José dos Campos, SP, em 2009. Em 2010, deve reunir-se em Petrolina, PE.
Seus membros e líderes mantém relacionamento com diversas outras pessoas e organizações, especialmente aqueles comprometidos com a fé cristã reformada. Entretanto, a CRBB não está filiada e nem mantém vínculos formais com qualquer outra organização, no Brasil ou no exterior, até o momento.